# ماساليا

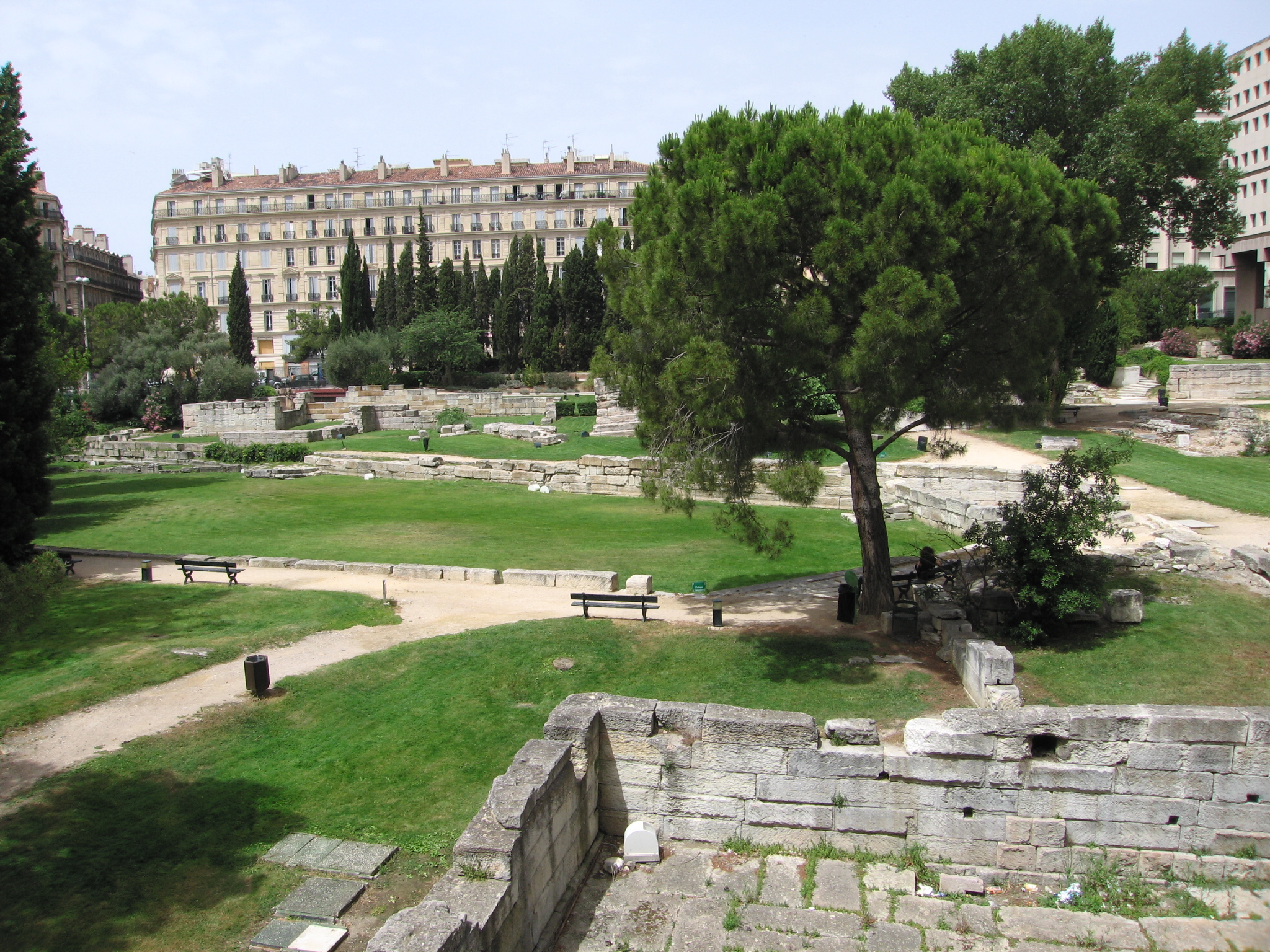
آثار ميناء ماساليا القديم.

ماساليا (اليونانية : Μασσαλία؛ اللاتينية: Massilia؛ مرسيليا الحديثة) كانت مستعمرة يونانية قديمة أسسها المستوطنون الأيونيين من فوسيا Phocaea حوالي 600 قبل الميلاد على ساحل البحر الأبيض المتوسط في فرنسا الحالية، شرقي نهر الرون. بعد استيلاء الفرس على فوسيا في 545 قبل الميلاد، هربت موجة جديدة من الأيونيين للمستعمرة. مرسيليا هي أقدم مدينة في فرنسا وواحدة من أقدم المستوطنات المأهولة بالسكان في أوروبا.

## أنظر أيضا
- الاستعمار اليوناني
- الإغريق في بلاد ما قبل الرومان